# The Great McGinty
The Great McGinty (conocida en español como El gran McGinty en España y Así paga el diablo en Hispanoamérica) es una película de comedia y sátira política de 1940 escrita y dirigida por Preston Sturges, protagonizada por Brian Donlevy y Akim Tamiroff y con William Demarest y (en su última aparición en pantalla) Muriel Angelus. Fue la primera película de Sturges como director; vendió la historia a Paramount Pictures por sólo 10 dólares con la condición de que dirigiera la película. Sturges recibió un Óscar al mejor guion original.
Para su estreno en el Reino Unido, la película pasó a titularse Down Went McGinty, en alusión a una canción de 1889 del mismo nombre.

## Argumento
Dan McGinty, un barman en una república bananera, le cuenta su ascenso y caída a la bailarina del bar y a un cliente estadounidense suicida. El cliente era un empleado bancario de confianza que ya no puede regresar a Estados Unidos y a su familia porque es buscado por la ley luego de caer en la tentación y robar en el banco. McGinty se encuentra en una situación similar, pero en su caso se debe a «un minuto loco» de honestidad más que a uno de deshonestidad. En un largo analepsis, explica.
La carrera de McGinty comienza cuando es un vagabundo al que le ofrecen dos dólares para votar con un nombre falso en una elección de alcalde amañada, y lo hace treinta y siete veces en diferentes distritos electorales. Esto impresiona a un jefe político local, y aunque a veces casi llegan a las manos, McGinty se convierte primero en uno de los guardaespaldas del jefe y luego en su protegido político. Durante una campaña pública a favor de la reforma política, el jefe, que controla todos los partidos políticos de la ciudad, decide que McGinty sea elegido alcalde como candidato «reformista». Dice que un candidato creíble debe estar casado, pero McGinty no tiene con quién quiera casarse. Su secretaria le propone entonces un matrimonio de conveniencia, que él acepta. Elegido alcalde, continúa con la corrupción política establecida por el jefe, racionalizando que el público todavía se beneficia de las obras públicas sin importar quién soborne para sacar provecho de ellas. Pero entonces él y su esposa, más idealista, se enamoran. Él comienza a tomarse en serio los puntos de vista de ella sobre el servicio público, pero dice que, en cualquier caso, no tiene suficiente poder para actuar contra el jefe.
El jefe decide que McGinty debería ser gobernador del estado y McGinty es debidamente elegido. Ahora McGinty se siente lo suficientemente poderoso y el día de su toma de posesión le dice al jefe que han terminado el uno con el otro. El jefe dice que si cae, se llevará a McGinty con él y le revelará su participación en la corrupción. Luego se enoja lo suficiente como para dispararle a McGinty dentro de la mansión del gobernador, asegurando su pronto arresto.
McGinty y el jefe se encuentran en celdas adyacentes, desde donde el jefe organiza un escape para ambos. El analepsis termina con McGinty contándole por teléfono a su esposa sobre el dinero que ha escondido para mantenerla a ella y sus hijos. Finalmente se revela que el exjefe político sigue siendo su jefe en el bar, y que todavía son propensos a discusiones violentas.

## Reparto
- Brian Donlevy como Daniel McGinty.
- Muriel Angelus como Catherine McGinty.
- Akim Tamiroff como el jefe.
- Allyn Joslyn como George.
- William Demarest como Skeeters, el político.
- Louis Jean Heydt como Tommy Thompson.
- Harry Rosenthal como Louie.
- Arthur Hoyt como el alcalde Wilfred T. Tillinghast.
- Libby Taylor como Bessy.
- Thurston Hall como el Sr. Maxwell.
- Steffi Duna como la bailarina.
- Joyce Arleen como Mary, la hija de Catherine, 6 años.

Notas del reparto
- Acreditados como «McGinty and the Boss», Donlevy y Tamiroff repitieron sus papeles en la comedia de Sturges de 1944 The Miracle of Morgan's Creek, que tiene lugar durante el mandato de McGinty como gobernador.
- Esta fue la primera película dirigida por Preston Sturges, y en ella utilizó a muchos de los actores que pasaron a formar parte de su «sociedad anónima» no oficial, un grupo de actores de carácter dentro del sistema de estudio. En McGinty aparecen: George Anderson, Jimmy Conlin, William Demarest, Byron Foulger, Harry Hayden, Esther Howard, Arthur Hoyt, George Melford, Charles R. Moore, Frank Moran, Emory Parnell, Victor Potel, Dewey Robinson, Harry Rosenthal y Robert Warwick.
- Esta fue la tercera película escrita por Preston Sturges en la que apareció William Demarest, después de Diamond Jim (1935) y Easy Living (1937), y haría varias otras más.
- Jo Ann Sayers estaba originalmente programada para interpretar a Catherine McGinty, y fue tomada prestada de MGM, pero no se encontró que fuera satisfactoria y fue reemplazada.
- El malapropismo del personaje de Tamiroff inspiró al personaje de dibujos animados Boris Badenov, en The Rocky and Bullwinkle Show. Sturges usó el personaje de Tamiroff para criticar una de las prácticas más antiguas de Hollywood cuando suplica repetidamente: «No me hagas decir todo dos veces, ¿puedes?»
- Heydt había protagonizado la producción de Broadway del primer gran éxito de Sturges, Strictly Dishonorable (1929).

## Producción
The Great McGinty tenía numerosos títulos provisionales: The Story of a Man, The Vagrant, The Mantle of Dignity, The Biography of a Bum, y Down Went McGinty (este último que se utilizó para su lanzamiento en el Reino Unido). Sturges había escrito la historia original, The Story of a Man, en 1933 teniendo en mente a Spencer Tracy. Según el historiador de cine Kevin Brownlow, Sturges se inspiró en la carrera de William Sulzer, quien fue sometido a juicio político y destituido de su cargo como gobernador de Nueva York.
Después de intentar vender la historia a Universal en 1935, y al Saturday Evening Post en 1938 bajo el título Biography of a Bum, Sturges finalmente la vendió a Paramount el 19 de agosto de 1939, por 10 dólares con la condición de que se le permitiera dirigirla. Paramount estuvo de acuerdo y le proporcionó a Sturges un presupuesto de 350 000 dólares, un calendario de rodaje de tres semanas, y estrellas económicas con las que trabajar.
La producción de la película se retrasó para permitir que Akim Tamiroff hiciera The Way of All Flesh, pero comenzó el 15 de diciembre de 1939. Sturges contrajo neumonía durante el rodaje y requirió que una enfermera lo atendiera en el set. La producción se detuvo el 25 de enero de 1940, faltando un día de rodaje, que se completó el 15 de abril, cuando ya se había realizado el primer montaje de la película.

## Lanzamiento
The Great McGinty tuvo su preestreno en la ciudad de Nueva York el 15 de agosto de 1940, y tuvo su estreno al público en general el 23 de agosto. Fue lanzada en video en los EE. UU. el 7 de abril de 1988 y relanzada el 30 de junio de 1993.
La película no fue un gran éxito pero fue rentable.
En el sitio web agregador de reseñas Rotten Tomatoes, el 100% de las reseñas de 20 críticos son positivas, con una calificación promedio de 7,8/10.

## Adaptaciones
Brian Donlevy apareció en una adaptación de radio de Philip Morris Playhouse el 23 de enero de 1942 en la cadena de radio CBS, en el episodio del 27 de agosto de 1945 de The Screen Guild Theater y en el episodio del 20 de abril de 1946 de Academy Award Theater. También se adaptó al episodio del 12 de octubre de 1947 del Ford Theatre y al Screen Guild Theatre del 11 de mayo de 1952 protagonizado por Broderick Crawford. Donlevy también apareció en una adaptación televisiva en Lux Video Theatre, transmitida el 28 de abril de 1955, con Thomas Gomez y Jesse White. El director fue Earl Eby y el guion de Sturges fue adaptado por S. H. Barnett.
Paramount consideró una nueva versión de la película protagonizada por Bing Crosby en 1950 y otra en 1954 con Bob Hope, pero decidió no hacer ambas.

## Premios y honores
Preston Sturges ganó el Premio Óscar de 1940 al «Mejor guion original» por The Great McGinty, que fue nombrada como una de las «10 mejores películas de 1940» tanto por The New York Times como por Film Daily.
La película está reconocida por el American Film Institute en estas listas:
- 2005: AFI's 100 años... 100 frases:
  - «If it weren't for graft, you'd get a very low type of people in politics» («Si no fuera por la corrupción, en la política habría un tipo muy bajo de personas»). - Nominada[5]